# Sanxi, Wushan
Sanxi (kinesiska: 三溪) är en socken i sydvästra Kina. Den ligger i häradet Wushan i storstadsområdet Chongqing, omkring 380 kilometer nordost om det centrala stadsdistriktet Yuzhong. Antalet invånare är 18 961. Befolkningen består av 8 882 kvinnor och 10 079 män. Barn under 15 år utgör 20,0 %, vuxna 15-64 år 68 %, och äldre över 65 år 10,0 %.